# Université Bethune-Cookman
 (novembre 2022).
Le contenu est difficilement compréhensible vu les erreurs de traduction, qui sont peut-être dues à l'utilisation d'un logiciel de traduction automatique.
L'université Bethune-Cookman (en anglais, Bethune-Cookman University, autrefois B-CC ou désormais B-CU) est une université traditionnellement noire à Daytona Beach en Floride, fondée par Mary McLeod Bethune en 1904 comme une école et qui porte ce nom depuis 2007. Elle est affiliée à l'Église méthodiste unie.

## Académie
- Nurse
- Business
- Éducation
- Médecine
- Management
- Arts
- Online
- Communication
- Science
- Religion